# Sverige under vikingatiden
Sveriges förhistoria under vikingatiden avser perioden från omkring år 800 till omkring år 1050. Till Sverige räknades under denna tid inte Bohuslän och Jämtland, vilka var en del av Norge, samt Halland och Skåne, vilka tillhörde danerna.

## Datering
Vikingatidens början brukar sättas till angreppet på Lindisfarne 793. Lindisfarne var ett kloster på norra Englands östkust. Denna datering av vikingatidens början är omdiskuterad. Slutåret är satt till 1050 då fler runstenar innebär fler textkällor men texterna är fortsatt få för att man ska ha historiskt källmaterial. I Skandinavien verkar vikingatiden ha startat tidigare med grundande av stadsliknande samhällen och de första vikingaskeppen byggdes omkring 750.

## Källor

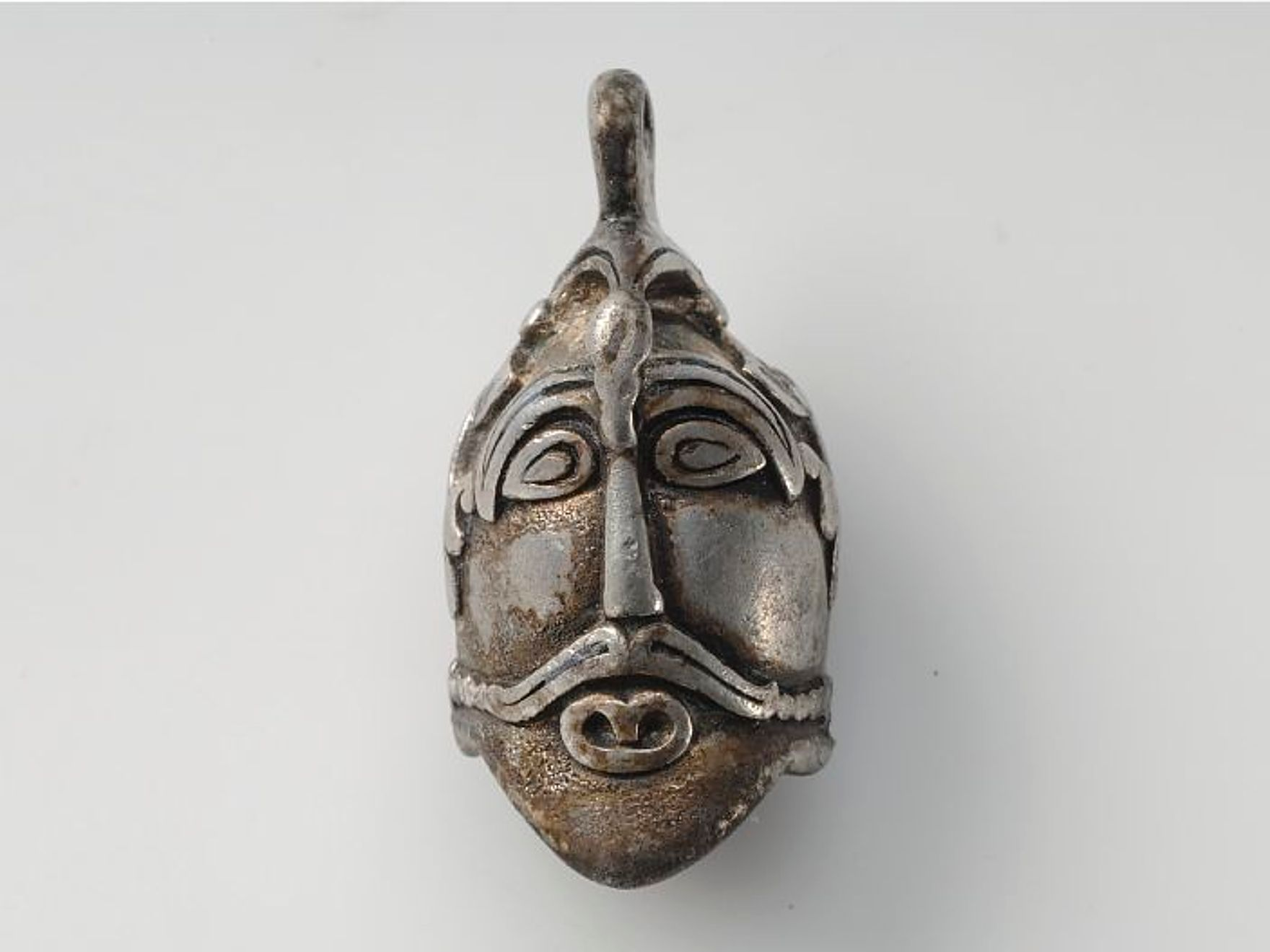
Hänge av silver i form av ett mansansikte, vikingatid. Från Aska, Hagebyhöga socken, Östergötland.

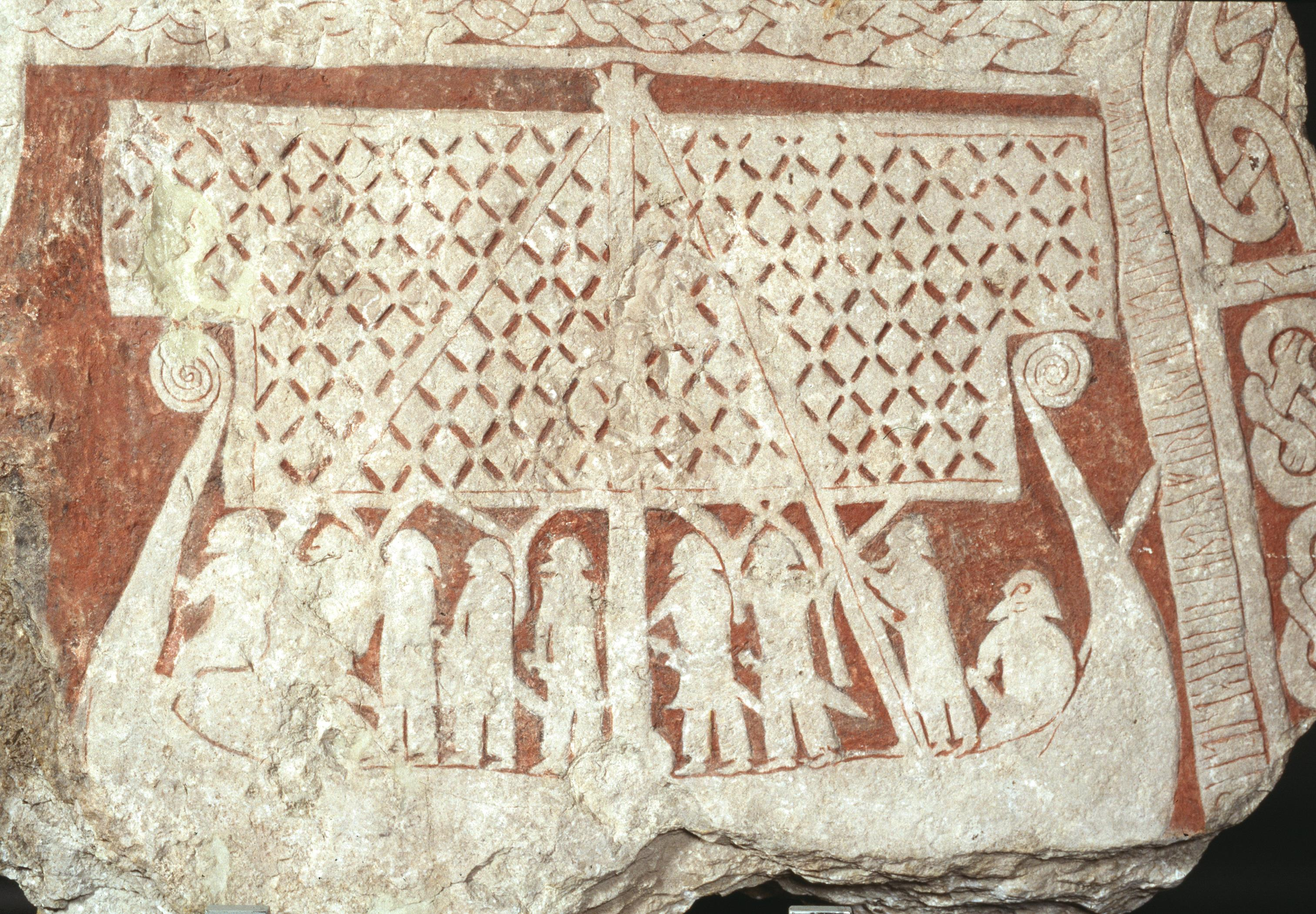
Bildsten med skepp 800-1099 Tjängvide, Gotland.

## Samhället och staten under vikingatiden

Utbredning av fasta bosättningar i Sverige under yngre järnålder; vendeltid och vikingatid (550–1050 e.Kr.).

I det som idag är Sverige levde folken i släktsamhällen, innan småstater bildades. Även lång tid efter att dessa bildats förblev släktbanden av stor betydelse. Det fanns till en början ett flertal mindre bygder som tillsammans bildade ett landskap/folkland. I historiska museets artikel Vilka var vikingarna? skildras olika bebyggelseenheter och folkland i Sverige under vikingatiden. I folklanden hölls makten dels av folket på ting (jämför med landsting), dels av lokala stormän – båda som instanser för rättsskipning.
Då Sveriges samling till en enhetlig stat sannolikt inte blivit fullständigt genomförd förrän under tidig medeltid kan Sveriges historia i betydelsen svenska statens och svenska statsmaktens först sägas börja då.
Den centrala statsenheten var länge mycket svag. Kungen var dess ende sammanhållande representant. Han kunde till landets försvar uppbåda ledungen och även genomföra plundrings- och erövringståg. Dessutom hade han så länge hedendom varade vård om Uppsalatemplet, enligt dem som menar att det faktiskt existerat.
I övrigt var kungens maktställning egentligen bara beroende på att han i sin tjänst hade fler handgångna krigare i den så kallade hirden, än andra stormän hade. Han kunde ha det större krigsföljet genom avkastningen från kungsgårdarna och de frivilliga sammanskott, som han vid ambulerandet mellan dessa fick från den kringboende befolkningen. 
En kunglig riksregering och ett därmed sammanhängande ordnat skatteväsen existerade inte. Riket var i själva verket bara ett av kungens person sammanhållet förbund av autonoma menigheter, som under ledning av lagmän själva på tingen skötte sina angelägenheter (lagstiftning, rättskipning och förvaltning). 
Samhällsskicket var jämlikt i den betydelsen att befolkningens huvudmassa bestod av politiskt likberättigade jordägare (bönder). Men bland dessa höjde sig några storbönder som mäktiga jorddrottar över de andra, och en betydande del av befolkningen var trälar. Vikingatågen, som gav perioden dess karaktär, bidrog säkert i hög grad till att de mäktiga blev rikare och att antalet trälar ökade.
Under perioden torde den senare dokumenterade indelningen i härader (Götalandskapen) och hundaren (Svealandskapen) ha uppstått, härad främst som namn på en bygd förenad av ett lokalt ting, häradsting till skillnad från det större landstinget (landskapstinget), hundare främst kopplad till den militära organisationen.